# Abdalrhman Fahim
Pour les articles homonymes, voir Fahim.
Abdalrhman Fahim, né le 14 juillet 2003,, est un coureur cycliste égyptien. Il participe à des compétitions sur route et sur piste.

## Biographie
En 2022, il termine troisième de la poursuite par équipes, de la course aux points et du scratch aux championnats d'Afrique sur piste, sous les couleurs de la délégation égyptienne. Il intègre ensuite l'équipe continentale SuezCanalDiscovery en 2025.

## Palmarès sur piste

### Championnats d'Afrique
- Abuja 2022
  -  Médaillé de bronze de la poursuite par équipes
  -  Médaillé de bronze de la course aux points
  -  Médaillé de bronze du scratch

### Championnats nationaux
- 2022
  - 3e du championnat d'Égypte de poursuite
  - 3e du championnat d'Égypte de vitesse par équipes